# 九龍巴士96線
九龍巴士96線是香港一條新界區巴士路線，由九龍巴士（一九三三）有限公司營辦，於2022年12月12日起投入服務，來往康盛花園及大埔工業邨。路線取道將藍公路、觀塘繞道及大老山隧道，沿途在寶林、坑口、將軍澳市中心、麗港城、香港科學園、白石角、運頭塘、大埔中心、太和及富亨邨設站，全程收費為$10.3。

## 歷史
運輸署在《2021－2022年度巴士路線計劃》中建議開辦一條新巴士服務，來往康盛花園及大埔工業邨，途經寶林、坑口、將軍澳站、香港科學園、白石角、運頭塘、大埔中心、太和及富亨邨，並取道將軍澳－藍田隧道、觀塘繞道及大老山隧道往返，於星期一至五上下午繁忙時間雙向各對開兩班，並決定以招標形式遴選營運公司，預計配合將軍澳－藍田隧道的啟用而投入服務。建議出爐後，大埔區議會並不反對落實開辦此線，但要求把此線於西貢區的總站設於將軍澳工業邨，亦有居民表示此線繞經觀塘商貿區、白石角及運頭塘，導致車程過長，不建議在相關地點加設車站，並表示希望此線假日也可提供服務。
2022年5月，大埔區議會跟進區內巴士路線的開辦和改動進度時，要求運輸署盡快落實此線的服務和將路線服務範圍擴展至將軍澳創新園，而運輸署則表示會按一貫做法進行路線營辦商的揀選工作，並再指出新路線會配合將軍澳－藍田隧道的啟用而投入服務。同年6月，運輸署把此路線經營權批給九巴，編號為96，並在同年12月12日起配合將軍澳－藍田隧道通車而投入服務。九巴為隆重其事，特意在開線當天於康盛花園公共運輸交匯處舉行首航活動，提供道具供乘客於當天與相關全車身廣告巴士拍照留念，並向乘客送出精美禮品。2023年4月29日起，此線增設星期六及假日日間雙向服務，星期一至五亦增加早上往大埔方向及傍晚往將軍澳方向的班次。
2024年1月2日起，96線往大埔工業邨方向於茶果嶺道茶果嶺村對面增設中途站；1月6日起，此線星期六、日及公眾假期由康盛花園開出之頭班車時間提早至08:35；9月19日起增設星期一至五17:45由將軍澳中心開往大埔工業邨之特別班次；星期一至五由大埔工業邨開出之尾班車亦延遲五分鐘開出。2025年2月17日：星期一至五上午由大埔工業邨開出之所有班次提早十分鐘開出。

## 服務時間及班次
96線來回方向於星期一至五繁忙時間提供服務，週末及假日則在日間提供服務，列表如下：
| 康盛花園開           | 康盛花園開   | 康盛花園開   | 大埔工業邨開         | 大埔工業邨開 | 大埔工業邨開 |
| 日期                 | 服務時間     | 班次（分鐘） | 日期                 | 服務時間     | 班次（分鐘） |
| -------------------- | ------------ | ------------ | -------------------- | ------------ | ------------ |
| 星期一至五           | 06:30        | 06:30        | 星期一至五           | 07:15、07:45 | 07:15、07:45 |
| 星期一至五           | 07:00－08:00 | 20           | 星期一至五           | 17:25、17:45 | 17:25、17:45 |
| 星期一至五           | 17:45、18:15 | 17:45、18:15 | 星期一至五           | 18:00、18:20 | 18:00、18:20 |
| 星期六、日及公眾假期 | 08:35－16:50 | 45           | 星期六、日及公眾假期 | 09:00－16:30 | 45           |
| 星期六、日及公眾假期 | 17:40、18:30 | 17:40、18:30 | 星期六、日及公眾假期 | 16:30－18:30 | 40           |

## 收費
96線全程收費為$10.3，並設有12歲以下小童及65歲或以上長者半價優惠，當中60歲－64歲香港居民、65歲或以上長者與合資格殘疾人士如以指定八達通繳付96線的車資，均可享有長者及合資格殘疾人士公共交通票價優惠計劃提供的$2票價優惠。乘客登車時需以現金或八達通卡繳付車資，不設找贖；而每位成人乘客可免費帶同最多兩名四歲以下而且不佔座位的兒童乘車。此外，乘客亦可透過多元化電子支付系統（e度嘟）繳付車資，乘客使用此付款方式不能享有與非九巴／龍運路線之轉乘優惠，亦不能享有「公共交通費用補貼計劃」及「長者及合資格殘疾人士乘車優惠計劃」。每兩名繳付成人車費的乘客，可攜同一名12歲以下小童或65歲或以上長者免費乘車；而攜同合資格殘疾人士登車的乘客，以現金繳付車資，亦可享半價優惠。
96線沿途單向分段收費如下：
| 上車地點＼落車地點 | 大埔工業邨 | 康盛花園 |
| ------------------ | ---------- | -------- |
| 將藍隧道轉車站起   | $9.8       | 不適用   |
| 馬料水公眾碼頭起   | $9.1       |          |
| 運頭塘邨運亨樓起   | $5.4       |          |
| 白石角變電站起     | 不適用     | $9.8     |
| 大老山隧道起       | $8.1       |          |
| 將軍澳中心起       | $5.8       |          |

此外，乘客凡以同一張八達通卡於同一星期內（週一至週五）乘搭此路線滿十程，可在指定日期內於沙田市中心巴士總站顧客服務中心免費換領此路線單程車票一張，相關優惠只適用於繳付全程車費之成人及學生八達通使用者；而乘客亦可以九折優惠價於相關顧客服務中心購買十張此路線單程成人車票。

## 用車
96線主要用車為富豪B8L 12米（V6B），部分用車貼有九巴途經將藍公路路線的宣傳廣告。

## 行車路線
96線往大埔工業邨方向途經林盛路、寶琳北路、寶寧路、常寧路、重華路、培成路、銀澳路、昭信路、寶邑路、將藍公路、藍田交匯處、茶果嶺道、偉業街、觀塘繞道、大老山隧道、大老山公路、澤祥街、科學園路、創新路、支路、吐露港公路、達運道、南運路、大埔太和路、汀太路、汀角路、大發街及大昌街；往康盛花園方向途經大貴街、汀角路、汀太路、大埔太和路、南運路、達運道、吐露港公路、創新路、科學園路、澤祥街、瑞祥街、支路、大老山公路、大老山隧道、觀塘繞道、偉業街、茶果嶺道、藍田交匯處、將藍公路、寶邑路、昭信路、銀澳路、培成路、常寧路、寶寧路、寶琳北路及林盛路，具體停站請參考資訊框。

## 使用狀況
運輸署在2022年12月下旬的早上及傍晚時段在藍田交匯處及偉樂街進行實地調查，指出96線最繁忙一小時載客率為65%。九巴指出此線上座率較其他途經將藍公路的路線的為高，因此向運輸署申請加強此線服務，包括延長服務時間甚至提升為全日服務，並因應部份乘客訴求，加開不經科學園直達大埔的特別班次，但一切詳情有待運輸署決定。最終此線於2023年4月29日起加強服務，增加星期一至五之班次和提供星期六、日及公眾假期之服務。